# ألفرد هينريش بيليجريني
ألفرد هينريش بيليجريني هو رسام سويسري، ولد في 10 يناير 1881 في بازل في سويسرا، وتوفي بنفس المكان في 5 أغسطس 1958.

## وصلات خارجية
- ألفرد هينريتش بيليجريني على موقع مونزينجر (الألمانية)